# Кастильо, Фабиан
Фабиан Андрес Кастильо Санчес (исп. Fabián Andrés Castillo Sánchez; род. 17 июня 1992 года, Кали, Колумбия) — колумбийский футболист, нападающий мексиканского клуба «Тихуана», выступающий на правах аренды за «Коло-Коло» и сборной Колумбии по футболу.
В июле 2015 года Кастильо получил грин-карту и перестал быть легионером в MLS.

## Клубная карьера
Кастильо — воспитанник клуба «Депортиво Кали». 7 февраля 2010 года в матче против «Мильонариос» он дебютировал в Кубке Мустанга. 19 июля в поединке против «Депортес Толима» он забил свой первый гол за новый клуб. В своём первом сезоне Кастильо помог команде завоевать Кубок Колумбии.
В начале 2011 года Фабиан перешёл в американский «Даллас». Контракт был подписан на 3 года, сумма трансфера составила 800 тыс. долларов. 27 марта в матче против «Сан-Хосе Эртквейкс» Кастильо дебютировал в MLS. 2 мая в поединке против «Лос-Анджелес Гэлакси» Фабиан забил свой первый гол за «Даллас».
Летом 2016 года Кастильо перешёл в турецкий «Трабзонспор». 20 августа в матче против «Касымпаши» он дебютировал в турецкой Суперлиге.

## Международная карьера
В 2009 году Фабиан занял четвёртое место на юношескоом чемпионате мира в Нигерии. На турнире он сыграл в матчах против сборных Нидерландов, Ирана, Аргентины, Турции и Испании.
В 2011 году Кастильо поехал в Перу на молодёжный чемпионат Южной Америки. На турнире он сыграл в матчах против команд Чили, Аргентины, Парагвая, Уругвая, Боливии и дважды против Эквадора и Бразилии.
Летом того же года Кристиан принял участие в домашнем молодёжном чемпионате мира. На турнире он сыграл в матчах против команд Мали и Мексики.
9 сентября 2015 года в товарищеском матче против сборной Перу Фабиан дебютировал за сборную Колумбии, заменив во втором тайме Карлоса Бакку.

## Достижения
Командные
 «Депортиво Кали»
- Обладатель Кубка Колумбии — 2010

Личные
- Символическая сборная MLS — 2015